# 蓬萊尚広
蓬萊 尚広（ほうらい ひさひろ、文化13年〈1816年〉 - 文久元年〈1861年〉8月29日）は江戸時代の伊勢神宮祠官、国学者。

## 概要
文化12年（1815年）伊勢国度会郡宇治今在家町に生まれた。内宮権祢宜兼副大物忌を務める傍ら、足代弘訓に国学を学んだ。墓所は大阪市寺町浄土寺。

## 著書
- 『荒木田尚雄詠草』 - 神宮文庫所蔵[4]。
- 『近例引留』（『蓬萊家仕来近例留』） - 神宮文庫所蔵[4]。
- 『鶏犬居詠草』 - 神宮文庫所蔵[4]。
- 『神事参勤日記』 - 天保7年（1836年）成立。神宮文庫所蔵[4]。
- 『浅学備忘 神宮之部』 - 神宮文庫所蔵[4]。
- 『別宮内人職補任差止書留』 - 天保7年（1836年）成立。神宮文庫所蔵[4]。
- 『蓬萊尚雄日次記』 - 天保4年（1833年）から嘉永4年（1851年）までの日記。35冊。神宮文庫所蔵[4]。
- 『蓬萊尚広日次記』 - 嘉永4年（1851年）から万延2年（1861年）までの日記。36冊。神宮文庫所蔵[4]。
- 『戊戌書窗日録』 - 天保9年（1838年）成立[5]。神宮文庫所蔵[4]。
- 『御裳濯河大橋部類』 - 神宮文庫所蔵[4]。宇治橋の創建地論争を巡り、饗土創建説を主張した[6]。
- 『仙霞百首』 - 『真珠白玉』所収。

## 歌
- 玉くしけ二見の浦のニたひも三度も見ませ富士と朝日を[3]
- 今よりは何にたとへん桜花雲と雪とはことなりにけり[3]

## 家族
- 父：蓬萊尚古（寛政3年（1791年）8月11日 - 天保6年（1835年）3月15日） - 磯部親愛次男[2]。幼名は少典、後に右兵衛。名は尚知とも。本居春庭門下[1]。
- 母：和喜子（寛政8年（1796年）11月20日 – 安政5年（1858年）4月29日） - 八羽光顕娘[2]。
  - 長妹：隠岐子[2]
  - 次妹：佐渡枝子[2]
  - 三妹：佐以子[2]
  - 四妹：みつ[2]
  - 五妹[2]
- 妻：志都子（しづ子[7]） - 薗田守良娘[2]。
  - 長男：蓬萊尚武[2]
    - 孫：蓬萊尚虎[2]
    - 孫：富士子[2]

  - 次男：椿時中（嘉永3年（1850年）11月27日 - 昭和2年（1927年）12月22日）[8] – 学習院教授、第二高等学校教授、東北中学校教諭を歴任後、姫路市に隠居[9]。著書に『小学国史紀事本末』『孝経浅説』。
    - 孫：のぶ（明治7年（1874年）7月25日 - ?）[10]
    - 孫：椿時幹[2] - 陸軍士官[10]。

  - 長女：勝子[2]